# Pachycrocuta
Pachycrocuta és un gènere de hiena extinta. L'espècie més coneguda, P. brevirostris, pesava entre 110 i 200 quilos i tenia una capacitat de fracturació superior a la de les hienes actuals, ja que podia trencar ossos d'elefant.
Aparegué al pleistocé inferior l'espècie Pachycrocuta brevirostris, desplaçant a Hyaena errieri. La P. brevirostris foren els hiènids més grans que han existit a la història.